# C More Sport
C More Sport (tidligere Canal + Sport 1) er en tv-betalingssportskanal. Kanalen sendes i fire regionale udgaver: Dansk, norsk, svensk og en finsk udgave, og der vises blandt andet:
- Svensk Ishockey
- Amerikansk Ishokey (NHL)
- Italiensk Fodbold (Serie A)
- Engelsk Fodbold (Premier League)
- Portugisisk Fodbold (Primeira Liga)

| Fjernsyn | Spire Denne artikel om en tv-kanal er en spire som bør udbygges. Du er velkommen til at hjælpe Wikipedia ved at udvide den. |